# الکساندروس پاپاناستاسیو (بازیکن واترپلو)
الکساندروس پاپاناستاسیو (انگلیسی: Alexandros Papanastasiou؛ زادهٔ ۱۲ فوریهٔ ۱۹۹۹) بازیکن واترپلو اهل یونان است.
وی در مسابقات کشوری و بین‌المللی در مجموع برندهٔ ۳ مدال طلا، ۱ مدال نقره، ۱ مدال برنز شده‌است.